# Grond (maza)
Grond es el nombre que dio J. R. R. Tolkien a la maza de Morgoth en su novela El Silmarillion. El nombre «Grond» significa solamente «maza» o «porra». Grond significa «tierra» en afrikáans, lo que, por el origen sudafricano de Tolkien, puede explicar también este nombre.
Morgoth Bauglír utilizó a Grond en su combate contra Fingolfin en la Primera Edad del Sol. Tolkien escribió que Melkor hacía caer a Grond con el ímpetu de un relámpago. Fingolfin esquivaba todos estos golpes, pero abrían profundos cráteres en la tierra. Finalmente, Fingolfin tropezó con uno de ellos, exhausto, momento que aprovechó Morgoth para acabar con su vida.
Grond recibe el sobrenombre de «Martillo de los Mundos Subterráneos»; frase que se ha tomado a veces literalmente, por lo que en ocasiones se representa incorrectamente a Grond como un martillo de guerra en vez de como una maza. Esta idea se refuerza en El Señor de los Anillos cuando las huestes de Sauron el maia sitian Gondor se le llama «Martillo Infernal de los Días Antiguos» cuando se referencia como nombre honorífico del terrible ariete de Mordor. En el índice de objetos del mismo libro se le refiere a «Maza de Morgoth». 